# یولیوس رونتگن
یولیوس اینگلبرت رونتگن (به انگلیسی: Julius Engelbert Röntgen)، (زاده ۹ می۱۸۵۵- ۱۳ ستپامبر ۱۹۳۲) یک آهنگساز آلمانی قطعات موسیقی کلاسیک بود.

رونتگن در لایپزیگ، آلمان در خانواده‌ای موسیقی‌دان زاده شد. پدر وی نوازنده نخست ویلون ارکستر گیوندهاوس در لایپزیگ و مادرش نوازنده پیانو بوده‌است. کارهای رونتگن شامل ۲۵ سمفونی و کنسرتو و شمار بسیاری قطعات دیگر است.

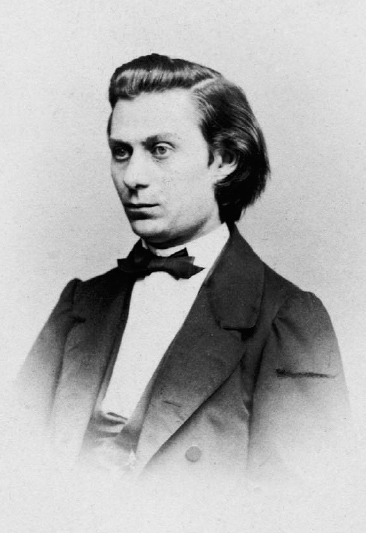
اینگلبرت رونتگن، پدر آهنگساز در ۱۸۷۰